# Гранд-стрит (линия Шестой авеню, Ай-эн-ди)
|   |   |   |   |
| · | · | · | · |

|   |   |   |   |
| · | · | · | · |

«Гранд-стрит» (англ. Grand Street) — станция Нью-Йоркского метрополитена, расположенная на линии Шестой авеню, Ай-эн-ди. Станция находится в Манхэттене, в Чайнатауне, на пересечении Гранд-стрит и Кристи-стрит. На станции останавливаются маршруты B (в будни днём и вечером до 23:00) и D (круглосуточно). Станция была открыта в 1967 году как часть соединения Кристи-стрит.
Станция расположена на двухпутном участке линии, пути которой обслуживают две боковые пассажирские платформы. Станция отделана белой плиткой с синей полосой, приблизительно на высоте двух метров от пола. На этой полосе периодически повторяется название станции.
Боковые стены разработаны так, чтобы станцию можно было преобразовать в четырёхпутную с двумя островными платформами. Такую конфигурацию предусматривал проект линии Второй авеню, строительство которой уже ведётся. По отменённому ныне плану поезда линии Шестой авеню должны были использовать внутренние пути, а линии Второй авеню — внешние, таким образом обеспечивая кросс-платформенную пересадку. По новому плану станция линии Второй авеню будет построена ниже, хотя бесплатная пересадка всё равно будет организована.
Во времена ремонта Манхэттенского моста, а именно в 1986—1988, в 1995 и в 2001—2004 годах, станция обслуживалась челночными поездами Grand Street Shuttle. Для этих челноков станция была конечной и поезда не шли в Бруклин.

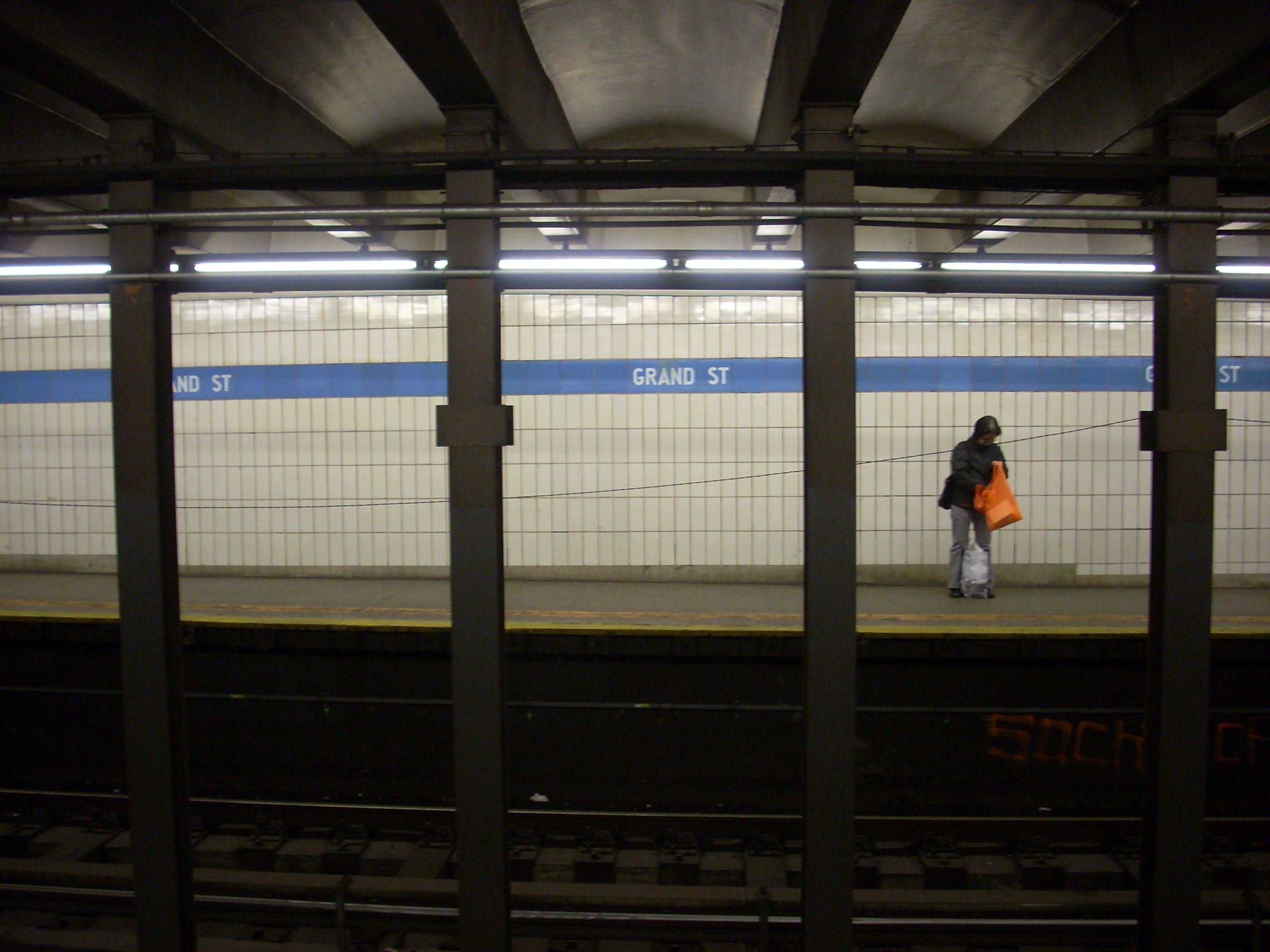
Западная платформа (в сторону Бруклина)